# زنبق بنفش کوتوله
زنبق بنفش کوتوله (نام علمی: Iris verna) نام یک گونه از سرده زنبق است.